# Wladimir Dmitrijewitsch Komarow
Wladimir Dmitrijewitsch Komarow (russisch Владимир Дмитриевич Комаров, wiss. Transliteration Vladimir Dmitrievič Komarov; * 5. Januar 1949 in Moskau; † 23. Juli 2018 ebenda) war ein sowjetischer Eisschnellläufer.

## Werdegang
Komarow nahm von 1967 bis 1976 an nationalen Rennen teil und errang dabei bei sowjetischen Mehrkampfmeisterschaften zweimal den zweiten sowie einmal den dritten Platz im Sprint-Mehrkampf. International startete er erstmals in der Saison 1967/68 und kam im Jahr 1969 beim Dynamo Cup in Berlin auf den dritten Platz im Kleinen Vierkampf. In der Saison 1970/71 wurde er Zweiter beim Dynamo Cup in Berlin im Sprint-Mehrkampf und lief bei der Sprintweltmeisterschaft 1971 in Inzell auf den 18. Platz. Im folgenden Jahr belegte er bei den Olympischen Winterspielen in Sapporo den 14. Platz über 500 m und bei der Sprintweltmeisterschaft in Eskilstuna den 14. Platz im Sprint-Mehrkampf. Nach Platz zwei im Sprint-Mehrkampf beim Dynamo Cup in Berlin zu Beginn der Saison 1972/73, siegte er bei einem internationalen Wettbewerb in Cortina d’Ampezzo und erreichte bei der 3-Bahnen-Tournee in Inzell den dritten Platz im Sprint-Mehrkampf. Letztmals international startete er bei der Sprintweltmeisterschaft 1973 in Oslo, wobei er den siebten Platz errang.
Nach seiner Karriere als aktiver Eisschnellläufer absolvierte Komarow ein Sportstudium und leitete als Eisschnelllauftrainer das Moskauer Team. Später war er von 1994 bis 2009 als Präsident und von 2009 bis 2010 als Vizepräsident des Russischen Eislaufverbandes tätig. Zudem war er mit der Eisschnellläuferin Natalja Petrusjowa verheiratet.

## Erfolge

### Olympische Spiele
- 1972 Sapporo: 14. Platz 500 m

### Sprint-Weltmeisterschaften
- 1971 Inzell: 18. Platz Sprint-Mehrkampf
- 1972 Eskilstuna: 14. Platz Sprint-Mehrkampf
- 1973 Oslo: 7. Platz Sprint-Mehrkampf

## Persönliche Bestzeiten
| Disziplin | Zeit         | Datum             | Ort           |
| --------- | ------------ | ----------------- | ------------- |
| 500 m     | 39,45 s      | 18. Dezember 1971 | Inzell        |
| 1000 m    | 1:18,80 min  | 17. März 1975     | Almaty        |
| 1500 m    | 2:11,07 min  | 14. Januar 1970   | Almaty        |
| 3000 m    | 4:46,25 min  | 30. Januar 1970   | Almaty        |
| 5000 m    | 8:17,30 min  | 5. März 1969      | Jekaterinburg |
| 10000 m   | 17:14,50 min | 18. Februar 1968  | Moskau        |